# Esquinç
Un esquinç és l'estripada, distensió o estirament excessiu d'un lligament (banda resistent de teixit elàstic que uneix els extrems ossis d'una articulació). Es produeix a causa d'un moviment brusc, caiguda, cop o una forta torsió de l'articulació, que fa superar la seva amplitud normal. També es denomina "torçament" o "torçadura" en llenguatge comú. Els esquinços causen dolor, inflamació i impotència funcional. El temps de recuperació és variable segons quina sigui la gravetat i la cronicitat de la lesió. Es distingeix entre esquinços benignes, quan els lligaments estan només distesos, i esquinços greus, quan hi ha hagut una ruptura de lligaments. Les lesions dels esportistes sovint són esquinços al turmell; en bàsquet, futbol i altres esports són freqüents.

## Classificació, diagnòstic i tractament

### Esquinç de primer grau
És un esquinç de només unes poques fibres del lligament. També s'anomenen entorsi, corresponen a una distensió dels lligaments articulars, sense veritable trencament ni arrencament. En l'examen clínic, l'articulació acostuma a comportar una inflamació i és dolorosa. Ocasionalment pot caldre fer una radiografia, que no mostrarà cap lesió. El tractament consisteix a aplicar una immobilització lleugera, mitjançant una fèrula o benes adhesives que permet una cicatrització del lligament.

### Esquinç de segon grau
És un esquinç d'una part d'un lligament, d'un terç a gairebé totes les seves fibres. En l'examen clínic, l'articulació acostuma a comportar una inflamació important amb equimosi i és molt dolorosa, però poden fer-se moviment, que són normals. La radiografia no mostra cap lesió. Per a guarir-les n'hi ha prou amb una immobilització durant un parell (aproximadament) de setmanes i sovint caldrà una fisioteràpia posterior.

### Esquinç de tercer grau
És un esquinçament complet del lligament, per la qual cosa hi ha moviment massa ampli de l'articulació afectada. Per detectar-los cal una radiografia forçant l'obertura de l'articulació. Sovint cal la cirurgia que repara el lligament o la substitució per un d'artificial; a vegades s'opta per mantenir sols una immobilització durant diverses setmanes. Sempre caldrà una fisioteràpia posterior.

## Rehabilitació
La rehabilitació té tres objectius:
- reeducar el segment lesionat;
- disminuir la inflamació;
- enfortir els músculs que l'envolten;